# Tipula (Platytipula) nipponensis
Tipula (Platytipula) nipponensis is een tweevleugelige uit de familie langpootmuggen (Tipulidae). De soort komt voor in het Palearctisch gebied.